# Villa Cura Brochero
Villa Cura Brochero is een plaats in het Argentijnse bestuurlijke gebied San Alberto in de provincie Córdoba. De plaats telt 4.707 inwoners.